# Hartmut Harnisch
Hartmut Harnisch (* 1. Januar 1934 in Bernburg) ist ein deutscher Archivar und Historiker.

## Leben
Das Studium der Geschichte, Geographie und Archivwissenschaft an der Ernst-Moritz-Arndt-Universität Greifswald und der Humboldt-Universität zu Berlin schloss Harnisch als Diplom-Geograph und Diplom-Archivar ab. Von 1959 bis 1973 war er als Archivar am Landeshauptarchiv/Staatsarchiv Potsdam tätig. Die Promotion erfolgte 1964 mit einer Arbeit zum Thema Die Herrschaft Boitzenburg. Untersuchungen über die Herausbildung von Gutswirtschaft und Gutsherrschaft vom 14.-18. Jahrhundert und die betriebswirtschaftliche Struktur ländlicher Gebiete der Mark Brandenburg im Spätfeudalismus; Gutachter waren Gerhard Heitz und Rudolf Berthold. 1973 wechselte er als wissenschaftlicher Arbeitsleiter an das Institut für Wirtschaftsgeschichte der Akademie der Wissenschaften der DDR. Er habilitierte (Promotion B) sich im Dezember 1978 an der Wilhelm-Pieck-Universität Rostock mit der Arbeit Kapitalistische Agrarreform und industrielle Revolution. Agrarhistorische Untersuchungen über die Zusammenhänge zwischen den kapitalistischen Agrarreformen und der Herausbildung des inneren Marktes als Voraussetzung für die Industrielle Revolution; Gutachter waren erneut Heitz und Berthold, sowie Volker Klemm. Am 1. Dezember 1991 erhielt er die Berufung an den Lehrstuhl für die Geschichte Preußens an der Humboldt-Universität, wo er am 16. Juni 1992 seine Antrittsvorlesung als ordentlicher Professor an der Philosophischen Fakultät I hielt. Zwei Jahre vor Erreichen des Rentenalters trat Harnisch mit 63 Jahren im März 1997 in den Ruhestand.

## Schriften (Auswahl)
- Die Herrschaft Boitzenburg. Untersuchungen zur Entwicklung der sozialökonomischen Struktur ländlicher Gebiete in der Mark Brandenburg vom 14. bis zum 19. Jh. Böhlau, Weimar 1968.
- Rechtsqualität des Bauernlandes und Gutsherrschaft. Probleme und Materialien einer vergleichenden und retrospektiven Auswertung von statistischen Massendaten aus dem 18. Jahrhundert und der Zeit der kapitalistischen Agrarreformen für die Agrar- und Siedlungsgeschichte. In: Jahrbuch für Geschichte des Feudalismus, Jg. 3 (1979), S. 311–363.
- Bauern, Feudaladel, Städtebürgertum. Untersuchungen über die Zusammenhänge zwischen Feudalrente, bäuerlicher und gutsherrlicher Warenproduktion und den Ware-Geld-Beziehungen in der Magdeburger Börde und dem nordöstlichen Harzvorland von der frühbürgerlichen Revolution bis zum Dreißigjährigen Krieg. Böhlau, Weimar 1980.
- Kapitalistische Agrarreform und Industrielle Revolution. Agrarhistorische Untersuchungen über das ostelbische Preußen zwischen Spätfeudalismus und bürgerlich-demokratischer Revolution von 1848/49. Unter besonderer Berücksichtigung der Provinz Brandenburg. Böhlau, Weimar 1984.
- mit Jan Peters, Lieselott Enders (Hrsg.): Märkische Bauerntagebücher des 18. und 19. Jahrhunderts. Selbstzeugnisse von Milchviehbauern aus Neuholland. Böhlau, Weimar 1989.